# 莎伦·鲍斯
莎伦·鲍斯（英語：Sharon Bowes，1966年9月17日—），加拿大女子射击运动员。她曾代表加拿大参加1987年、1991年、1995年、1999年、2003年、2007年、2011年和2015年泛美运动会射击比赛，获得一枚金牌、三枚银牌和一枚铜牌。